# 니콜라이 카람진
니콜라이 미하일로비치 카람진(러시아어: Никола́й Миха́йлович Карамзи́н, 1766년 12월 12일 ~ 1826년 6월 3일)은 러시아의 작가, 시인, 역사가, 비평가이다.
지주 귀족 출신. 처음 노비코프의 잡지에 기고하고 있었으나 80년대 말부터 서구를 여행, 귀국 후 <러시아인 여행자의 편지>(1791-92)를 자신이 창간한 잡지에 게재했다. 또한 소설 <가련한 리자>(1792)를 발표 러시아 주정주의의 지도자가 되었다. 이 소설은 농사꾼 딸의 귀족 출신 청년에 대한 비련을 청신한 문체로 묘사한 러시아 최초의 근대소설로 농사꾼 여자일지라도 사랑을 할 수 있다는 것을 제시하여 일반 독자에게 깊은 감동을 주었다. 문장어(文章語)를 새로 개발시킨 점에서도 커다란 공적을 남겼고 만년에는 대작 <러시아 제국사(帝國史)>의 집필에 몰두했다.

## 개요
니콜라이 미하일로비치 카람진은 18세기 러시아 작가 중 당대뿐만 아니라 후대에 끼친 영향으로 볼 때 가장 중요한 산문 작가다. 그는 시, 역사서, 논문, 번역, 잡지 창간 등 여러 분야에서 많은 활동을 했으나, 그중에서도 특히 그가 남긴 단편 작품들은 언어, 스타일, 주제 등 전반에 걸쳐 당시로서는 획기적이었고, 그것의 성공 역시 대단한 것이어서 다양한 계층의 사람들에게 ‘독서’의 재미를 알게 해 주었다. 카람진 이전에는 작은 문학 살롱들에서 주로 귀족 구성원들 사이에 누려지던 ‘책을 읽는 재미’가, 카람진의 작품을 통해 문학 살롱의 바깥세상으로, 또 귀족이 아닌 다른 계층에게까지도 번져 가게 되었다. 이로 인해 당대의 다른 서구 유럽에 비해 매우 낮았던 러시아인의 독서 수준을 끌어올리는 계기를 제공했다. 또 이는 카람진 이후 낭만주의 시대를 이끄는 주콥스키나 푸시킨 같은 대문호들의 예술성이 뛰어난 작품들이 제대로 감상되고 평가될 수 있는 독자층의 문학적 토양을 마련했다. 이런 의미에서 19세기의 위대한 사실주의 비평가 벨린스키가 카람진을 “러시아 문학에 새로운 장을 연 사람”이라고 평가한 것은 결코 과장이 아니다.
카람진은 심비르스크 현에서 퇴역 장군의 둘째 아들로 태어났다. 어린 시절에는 아버지의 영지에서 지내며 사립 기숙학교에서 공부했다.
1784년 모스크바 프리메이슨의 일원인 이반 세르게예비치 투르게네프를 만나게 되는데 프리메이슨의 자유·평등·형제애를 바탕으로 한 플라토닉 사랑, 그들 철학의 실존주의적 측면들, 일반 대중(농노)에 대한 계몽과 교육에 대한 열정 등은 그에게 깊은 인상을 남겼고, 이후 그의 철학과 세계관에 많은 영향을 끼치게 된다.
1789년에는 유럽 여행을 떠나는데, 이때 그가 보고 들은 것, 그리고 받은 인상이나 감상 등을 기록한 것이 1791년 ≪모스크바 잡지≫에 ＜러시아 여행자의 편지＞라는 제목으로 연재되었다. 카람진의 ＜러시아 여행자의 편지＞는 당대 러시아에서 일기ᐨ서간체 형식의 여행기라는 장르가 크게 유행하게 했으며, 이런 경향은 1820년대까지 지속되었다.
1791년 ≪모스크바 잡지≫를 출간하였고 1802년 ≪유럽 통보≫ 출간했다. 정치인이 따로 없었던 러시아에서는 작가들이 정신적인 지도자였을 뿐만 아니라 그들의 문학ᐨ비문학 작품들을 통해 정치적인 지도자 역할도 수행했는데 이러한 잡지는 지식인들에게 질 좋은 토론장을 제공했다.
러시아 문학에 있어 아주 중요한 부분을 차지하는 카람진의 대부분의 작품들은 1790년대와 1802년 사이에 쓰였다. 1802년 결혼 생활 1년 남짓 되던 해, 젊은 아내가 죽는 불행이 닥쳤고, 그는 커다란 충격을 받았다.
1803년부터 임종하는 순간까지 거의 23년에 걸쳐 카람진은 역사책 ≪러시아 국가의 역사≫를 집필했다.
카람진의 대표적인 산문 작품으로는 ＜러시아 여행자의 편지＞, ＜가엾은 리자＞, ＜대귀족의 딸 나탈리야＞, ＜보른홀름 섬＞, ＜시에라 모레나＞, ＜율리야＞ 등이 있고, 역사서로는 전 12권으로 된 대작 ≪러시아 국가의 역사≫가 있다. 이 밖에도 그는 문예집 ≪아글라야≫와 ≪아오니트≫를 출간했고, 많은 시 작품과 논문들을 남겼다. 또 다양한 잡지를 출간해 독서층을 확대하고 독자의 수준을 높임으로써, 러시아인들에게 태양과 같은 존재가 될 위대한 푸시킨의 시대를 맞을 준비를 하게 해 주었다.